# تانيا رايت
تانيا رايت (بالإنجليزية: Tanya Wright)‏ هي روائية وكاتبة سيناريو ومخرجة وممثلة أمريكية، ولدت في 3 مايو 1971 في الولايات المتحدة.

## أعمال

### مسلسلات
- ذا غود وايف

## وصلات خارجية
- تانيا رايت على موقع IMDb (الإنجليزية)
- تانيا رايت على موقع ألو سيني (الفرنسية)
- تانيا رايت على موقع أول موفي (الإنجليزية)
- تانيا رايت على موقع قاعدة بيانات الأفلام السويدية (السويدية)
- تانيا رايت على موقع قاعدة بيانات الفيلم (الإنجليزية)
- تانيا رايت على موقع كينوبويسك (الروسية)